# 포항우체국
포항우체국은 경상북도 포항시 일원을 관할하는 경북지방우정청 소속의 우체국이다.

## 기본 정보
- 우편번호: 37771
- 주소: 경상북도 포항시 남구 중흥로 66

## 연혁
- 1905년 6월 9일: 연일임시우편소 개소
- 1910년 10월 1일: 포항우편국 개칭
- 1911년 7월 16일: 우체국 개국
- 1950년 1월 12일: 포항우체국으로 개칭
- 1961년 10월 2일: 4급관서로 승격
- 1978년 5월 26일: 신흥동에 청사 개축
- 2000년 11월 20일: 상도동 신청사 이전
- 2001년 8월 20일: 포항학잠동우편취급소를 북구 학잠동 38-36에서 득량동 146-2로 이전 및 포항득량동우편취급소로 명칭 변경[1]
- 2001년 10월 8일: 집배광역화를 위해 포항시 북구 죽장면 우편구역을 기계우체국으로, 포항시 북구 신광면과 송라면 우편구역을 청하우체국으로 변경[2]
- 2001년 11월 30일: 포항두호주공우편취급소 폐국[3]
- 2002년 8월 1일: 포항1대학우편취급소 개국[4]
- 2012년 6월 1일: 구룡포우체국을 포항구룡포우체국으로, 기계우체국을 포항기계우체국으로, 기북우체국을 포항기북우체국으로, 연일우체국을 포항연일우체국으로, 우목우체국을 포항우목우체국으로, 월포우체국으로 포항월포우체국으로, 장기우체국을 포항장기우체국으로, 청하우체국을 포항청하우체국으로, 호미곶우체국을 포항호미곶우체국으로, 흥해우체국을 포항흥해우체국으로 명칭 변경[5]
- 2013년 1월 1일: 포항장량동우체국 개국[6], 우편구역을 다음과 같이 변경 고시[7]

| 변경전     | 변경전                                    | 변경후           | 변경후                                                                            |
| 배달국     | 배달구역                                  | 배달국           | 배달구역                                                                          |
| ---------- | ----------------------------------------- | ---------------- | --------------------------------------------------------------------------------- |
| 포항우체국 | 포항시, 연일읍 · 오천읍 · 대송면 · 동해면 | 포항우체국       | 포항시(장성동 · 양덕동 · 환호동 · 여남동 제외), 연일읍 · 오천읍 · 대송면 · 동해면 |
| 흥해우체국 | 흥해읍                                    | 포항장량동우체국 | 장성동 · 양덕동 · 환호동 · 여남동, 흥해읍                                         |

- 2013년 11월 1일: 도구우체국을 포항동해우체국으로, 죽장우체국을 포항죽장우체국으로 명칭 변경[8]
- 2014년 1월 1일: 우편구역을 다음과 같이 고시[9]

| 배달국           | 배달구역                                                                         | 구역번호                                                                           |
| ---------------- | -------------------------------------------------------------------------------- | ---------------------------------------------------------------------------------- |
| 포항우체국       | 포항시(장성동 · 양덕동 · 환호동 · 여남동 제외), 연일읍 · 오천읍, 대송면 · 동해면 | 37606 ~ 37608 37610 ~ 37612 37618, 37620 37622 ~ 37627 37629 ~ 37652 37654 ~ 37927 |
| 포항청하우체국   | 청하면 · 송라면 · 신광면                                                         | 37509 ~ 37523                                                                      |
| 포항장기우체국   | 장기면                                                                           | 37942 ~ 37947                                                                      |
| 포항장량동우체국 | 장성동 · 양덕동 · 환호동 · 여남동, 흥해읍                                        | 37530 ~ 37605 37607, 37609 37613 ~ 37617 37619, 37621 37628, 37653                 |
| 포항구룡포우체국 | 구룡포읍, 호미곶면                                                               | 37928 ~ 37941                                                                      |
| 포항기계우체국   | 기계면 · 기북면 · 죽장면                                                         | 37500 ~ 37508 37524 ~ 37529                                                        |

- 2016년 11월 1일: 관할 포항해도동우체국이 우체국 합리화 대상국으로 지정되어 포항대도동우체국으로 업무 이관 및 폐국[10]
- 2017년 7월 3일: 포항제철우체국 폐국[11]
- 2017년 11월 1일: 포항철강공단우체국 폐국[12]
- 2020년 8월 1일 : 포항죽도동우체국이 포항우체국으로 업무 이관 및 폐국[13]
- 2021년 3월 1일 : 우편구역을 다음과 같이 고시[14]

| 배달국           | 배달구역 | 구역번호                                                                   |
| ---------------- | --- | -------------------------------------------------------------------------- |
| 포항우체국       | 포항시(장성동 · 양덕동 · 환호동 · 여남동 제외), (단, 두호동 중 37619 지역은 포항장량동에서 배달) 연일읍 · 오천읍, 대송면 · 동해면 | 37606, 37608 37610 ~ 37612 37618 37620 ~ 37627 37629 ~ 37652 37654 ~ 37927 |
| 포항청하우체국   | 청하면 · 송라면 · 신광면 | 37509 ~ 37523                                                              |
| 포항장기우체국   | 장기면 | 37942 ~ 37947                                                              |
| 포항장량동우체국 | 장성동 · 양덕동 · 환호동 · 여남동, 흥해읍 (단, 장성동 중 37611과 37620 지역은 포항에서 배달)                                      | 37530 ~ 37605 37607, 37609 37613 ~ 37617 37619, 37628 37653, 37948         |
| 포항구룡포우체국 | 구룡포읍, 호미곶면 | 37928 ~ 37941                                                              |
| 포항기계우체국   | 기계면 · 기북면 · 죽장면 | 37500 ~ 37508 37524 ~ 37529                                                |

## 관할 우체국
| 우체국명               | 사진 | 주소                                         | 비고                                                       |
| ---------------------- | ---- | -------------------------------------------- | ---------------------------------------------------------- |
| 북포항우체국           |      | 경상북도 포항시 북구 불종로 43               |                                                            |
| 제209군사우체국        |      | 경상북도 포항시 남구 오천읍 충무로 70        |                                                            |
| 포항1대학우편취급소    |      | 경상북도 포항시 북구 흥해읍 죽천리 산55      | 2002년 8월 1일 신설                                        |
| 포항구룡포우체국       |      | 경상북도 포항시 남구 구룡포읍 호미로 267     | 2012년 6월 1일 구룡포우체국에서 명칭 변경                  |
| 포항기계우체국         |      | 경상북도 포항시 북구 기계면 기계로 87        | 2012년 6월 1일 기계우체국에서 명칭 변경                    |
| 포항기북우체국         |      | 경상북도 포항시 북구 기북면 기북로 436       | 2012년 6월 1일 기북우체국에서 명칭 변경                    |
| 포항대도동우체국       |      | 경상북도 포항시 남구 상공로 130              |                                                            |
| 포항대이동우체국       |      | 경상북도 포항시 남구 대이로41번길 18         |                                                            |
| 포항동해우체국         |      | 경상북도 포항시 남구 동해면 일월로 46        | 2013년 11월 1일 도구우체국에서 명칭 변경                   |
| 포항두호주공우편취급소 |      | 경상북도 포항시 북구 두호동 1023-14          | 2001년 11월 30일 폐국                                      |
| 포항득량동우편취급국   |      | 경상북도 포항시 북구 양학로 41               | 2001년 8월 20일 포항학잠동우편취급소에서 명칭 변경 및 이전 |
| 포항법원우편취급국     |      | 경상북도 포항시 북구 법원로 181              |                                                            |
| 포항상옥우편취급국     |      | 경상북도 포항시 북구 죽장면 죽장로 1831      |                                                            |
| 포항송도동우체국       |      | 경상북도 포항시 남구 송림로 5                |                                                            |
| 포항송라우체국         |      | 경상북도 포항시 북구 송라면 보경로 37        |                                                            |
| 포항신광우체국         |      | 경상북도 포항시 북구 신광면 토성길 19        |                                                            |
| 포항연일우체국         |      | 경상북도 포항시 남구 연일읍 연일로159번길 9  | 2012년 6월 1일 연일우체국에서 명칭 변경                    |
| 포항오천우체국         |      | 경상북도 포항시 남구 오천읍 세계길 10        |                                                            |
| 포항용흥동우편취급국   |      | 경상북도 포항시 북구 새마을로 98             |                                                            |
| 포항우목우체국         |      | 경상북도 포항시 북구 흥해읍 죽천길213번길 16 | 2012년 6월 1일 우목우체국에서 명칭 변경                    |
| 포항월포우체국         |      | 경상북도 포항시 북구 청하면 월포로160번길 14 | 2012년 6월 1일 월포우체국에서 명칭 변경                    |
| 포항장기우체국         |      | 경상북도 포항시 남구 장기면 읍내길 95        | 2012년 6월 1일 장기우체국에서 명칭 변경                    |
| 포항장량동우체국       |      | 경상북도 포항시 북구 양덕남로8번길 3         | 2013년 1월 1일 신설                                        |
| 포항제철우체국         |      | 경상북도 포항시 남구 동해안로 6262           | 2017년 7월 3일 폐국                                        |
| 포항죽도동우체국       |      | 경상북도 포항시 북구 중흥로 300              | 2020년 8월 1일 폐국                                        |
| 포항죽장우체국         |      | 경상북도 포항시 북구 죽장면 새마을로 3609    | 2013년 11월 1일 죽장우체국에서 명칭 변경                   |
| 포항창포동우체국       |      | 경상북도 포항시 북구 새천년대로 1103         |                                                            |
| 포항철강공단우체국     |      | 경상북도 포항시 남구 철강로 362              | 2017년 11월 1일 폐국                                       |
| 포항청림동우편취급국   |      | 경상북도 포항시 남구 청림서길 17-6           |                                                            |
| 포항청하우체국         |      | 경상북도 포항시 북구 청하면 청하로217번길 12 | 2012년 6월 1일 청하우체국에서 명칭 변경                    |
| 포항한동대우편취급국   |      | 경상북도 포항시 북구 흥해읍 한동로 558       |                                                            |
| 포항항구동우체국       |      | 경상북도 포항시 북구 삼호로 187              |                                                            |
| 포항해도동우체국       |      | 경상북도 포항시 남구 중앙로 94               | 2016년 11월 1일 폐국                                       |
| 포항호미곶우체국       |      | 경상북도 포항시 남구 호미곶면 해맞이로 195-1 | 2012년 6월 1일 호미곶우체국에서 명칭 변경                  |
| 포항효곡동우체국       |      | 경상북도 포항시 남구 지곡로212번길 49        |                                                            |
| 포항흥해우체국         |      | 경상북도 포항시 북구 흥해읍 흥해로 54-8      | 2012년 6월 1일 흥해우체국에서 명칭 변경                    |

## 조직
- 우편물류과
  - 물류실
  - 소포실
  - 집배실
    - 집배1팀
    - 집배2팀
    - 집배3팀
    - 집배4팀
    - 집배5팀
    - 집배6팀
    - 집배7팀
- 영업과
  - 우편영업실
  - 금융영업실
  - 보험영업실
- 지원과
- 경영지도실